# NGC 2593
NGC 2593 is een spiraalvormig sterrenstelsel in het sterrenbeeld Kreeft. Het hemelobject werd op 26 januari 1865 ontdekt door de Duitse astronoom Albert Marth.

## Synoniemen
- UGC 4408
- MCG 3-22-12
- ZWG 89.29
- PGC 23692